# Кеедіка
Ке́едіка (ест. Keedika küla) — село в Естонії, у волості Ляене-Ніґула повіту Ляенемаа.

## Населення
Чисельність населення на 31 грудня 2011 року становила 34 особи.

## Географія
Через населений пункт проходить автошлях 17 (Кейла — Хаапсалу), до якого через село веде дорога 16161 (Палівере — Кеедіка).

## Історія
До 27 жовтня 2013 року село входило до складу волості Ору.